# إلين هاميلتون أونيل
إلين هاميلتون أونيل (13 أكتوبر 1920-15 مارس 2010)، المعروفة عالميًا باسم إلين هاميلتون، رسامة تجريدية أمريكية ورسامة جدارية ولدت بالقرب من كاتونسفيل بولاية ماريلاند. حظيت بإعجاب مهني من قبل الناقد الفرنسي المؤثر ميشيل تابيه دي سيليان وعرضت دوليًا في معارض فردية ومتعددة في الولايات المتحدة والمكسيك وجنوب آسيا واليابان وفي جميع أنحاء أوروبا. عرضت مرتين في بينالي البندقية وفازت بالجائزة الأولى في بينالي مينتون عام 1968 في فرنسا. اشتهرت بأعمال المرحلة الأخيرة، والمعروفة باسم الرسم الحركي.
هاميلتون أيضًا متسلقة جبال مرتفعة، تمتّعت بخبرة تزيد عن 30 عامًا في تسلق جبال الهيمالايا. كانت قد تسلقت ك٢، وهي جزء من سلسلة جبال كاراكورام والمعروفة باسم جبل سافاج بسبب صعوبة الصعود مع ثاني أعلى معدل وفيات بين أولئك الذين يحاولون تسلقها. مقابل كل أربعة أشخاص وصلوا إلى القمة، مات واحد وهو يحاول. على مر السنين، قامت هاملتون بتسع رحلات مختلفة إلى جبال مختلفة في جبال الهيمالايا. كما زارت مملكة سيكيم السابقة ضيفة على تاشي نامجيال، وشوجيال (ملك) سيكيم والعائلة المالكة.
لمدة ثلاثة عقود، سافرت هاميلتون في جميع أنحاء الهند وباكستان ومملكة سيكيم السابقة (التي ضمتها الهند في عام 1975) واليابان. في باكستان عام 1959، طُلب منها إنتاج عمل لمعرض أداره وزراء خارجية باكستان. كما أعطتها الوزارات الباكستانية الإذن للقيام بأول رحلة استكشافية.

## السنوات المبكرة
وُلدت إلين هاميلتون في 13 أكتوبر 1920 لعائلة من الطبقة المتوسطة في بارادايس بالقرب من كاتونسفيل بولاية ماريلاند. كانت ابنة روبرت بروس ولي هاميلتون. نشأت هاملتون في إميرالد هيل، ملكية العائلة في دانيلز، على طول نهر باتابسكو، شمال مدينة إليكوت.
أمضت هاميلتون جزءًا من طفولتها بالقرب من أورانج غروف في حديقة باتابسكو فالي الحكومية. أورانج غروف هي مدينة تُعرف بأنها واحدة من أكثر المناطق ذات المناظر الخلابة في باتابسكو. خلال العشرينيات من القرن الماضي، لمدة أربعة أو خمسة أشهر خلال الصيف، أقامت عائلة هاميلتون معسكرًا في المنطقة، والذي كان يعد مكانًا عصريًا لقضاء العطلات للعائلات الثرية في ذلك الوقت. شجعت خدمة المتنزهات الحكومية العائلات من الطبقة الوسطى والعاملة على التخييم هناك لفترات طويلة بسبب انتعاشها الروحي والجسدي.
كانت العائلة تنام على أسرّة من القش تحت ملجأ من القماش وتقوم بعدة رحلات في اليوم إلى الينابيع المحلية للحصول على المياه العذبة، ومع ذلك، قاموا بطهي وجباتهم على موقد زيت حديث، وأحضروا البيانو إلى المخيم للاستمتاع بالموسيقى التي يتم تشغيلها في خيمة غرفة المعيشة. كما ساروا أكثر من ميل مرة واحدة في الأسبوع إلى أورانج غروف القريبة لشراء البقالة والإمدادات الأسبوعية. من خلال إنشاء مكان للعيش في البرية، أكّدت هاملتون أنها كانت قادرة على تطوير الثقة بالنفس والشعور بالمغامرة، وتعلمت أن تكون مبدعة ومبتكرة.
في الحديقة، اكتشفت هاميلتون كيفية الرسم والسباحة، وطوّرت قدرة سمعية حادة وحاسة شم قوية. تعلمت التعرف على أصوات الحيوانات والطيور وكيفية تجنب الثعابين. مع وجود عدد قليل من الأطفال الآخرين حولها، طورت هاميلتون علاقة أقوى مع إخوتها الأكبر، روبرت جونيور ودوغ.
بهذا المعنى، فإن تجربة هاملتون في باتابسكو تجسد رغبة الطبقة الوسطى البيضاء في التماهي مع التجربة القاسية للطبقات العاملة مع تحقيق المعايير الفكرية والثقافية التي تميزها الطبقات العليا. كانت تجربة هاميلتون في حديقة باتابسكو الحكومية متينة ودقيقة.
في سنواتها اللاحقة، كانت هاميلتون تقول في كثير من الأحيان أن المكان الوحيد الذي يميزها طوال حياتها، هو الخيمة حيث عاشت عائلتها كل صيف عندما كانت طفلة.

## زواجها
في عام 1942، التقت هاميلتون مع ويليام أونيل. تزوجا، وطوال فترة زواجهما، عاشا منفصلين، ولم يكن لديهم أطفال. هاميلتون: ناقشنا هذه الأمور قبل أن نتزوج. لقد فهمنا بعضنا البعض.
في عام 1952، اشترت هاميلتون وزوجها بيل أونيل مطحنة أولد شيدز كريك في ماونتن بروك، ألاباما. ومع ذلك، استمرّت المعارض الدولية في نقل هاميلتون من مدينة إلى أخرى. هكذا وصفت هاميلتون علاقتها مع أونيل في آخر مقابلة لها في مجلة بالتيمور. بينما كانت هي في جولات حول العالم، كان أونيل يعمل على (وضع أول رجل على سطح القمر)، كما تقول هاميلتون. كان مقر زوجها في البداية في بالتيمور، وكان يعمل في شركة غلين إل مارتن (الآن لوكهيد مارتن)، على الرغم من أنه سافر كثيرًا وانتهى به المطاف في برمنغهام.
في أوائل الستينيات، انتقلَت هاميلتون إلى باريس. في عام 1971، اشترت قصرًا في فرنسا، وهناك عاشت وعملت لمدة 30 عامًا. في غضون ذلك، واصل أونيل الحفاظ على المنزل في منطقة أولد ميل والتي كانت تتعرج بجانب حافة شيدز كريك في ماونتن بروك.
على الرغم من المسافة الجغرافية، تقول هاميلتون إنهما كانا قريبين. عاشت هاميلتون في قصرها في فرنسا، كما تقول: عندما كان زوجي ورفاقه يسافرون لقضاء عطلة فرنسية. كنت أطهو لهم وأستمتع بوجودهم، ثم يعودون. بدورها، كانت هاملتون تسافر إلى برمنغهام، حيث استقر زوجها للعمل.

## خلفيتها التعليمية
في عام 1945، تخرّجت هاملتون من معهد ماريلاند واستمرّت في الدراسة لمدة عامين مع روبرت براكمان في نيويورك كعضو في رابطة طلاب الفنون.
في عام 1949، واصلت هاملتون تعليمها في المعهد الوطني للفنون التطبيقية في مكسيكو سيتي. درست تحت إشراف الرسام الجداري دييغو ريفيرا. وأثناء وجودها هناك، تلقت أعمال خاصة بها وبدأت العمل على لوحة جدارية بارتفاع 47 قدمًا رسمتها لصالح معهد أليندي المملوك للقطاع الخاص في سان ميغيل دي الليندي.
ترفض هاملتون أي مقارنات مع معاصريها أو الفنانين الذين عملوا في النصف الأول من القرن العشرين. لم تكن مهتمة ببيكاسو، على حد قولها، بينما كانت معجبة بأعمال خوسيه كليمنتي أوروزكو ودييغو ريفيرا، أرادت بشكل أساسي أن تتعلم التقنيات المطلوبة للجداريات الخارجية.
بحلول الوقت الذي سافرت فيه هاميلتون إلى المكسيك عام 1949، كانت متزوجة منذ سبع سنوات. في عام 1951، عادت هاملتون إلى بالتيمور لتقديم معرض فردي في متحف بالتيمور للفنون. في عام 1952، سافرت في منحة فولبرايت لدراسة الرسم في فلورنسا بإيطاليا. في عام 1953، عندما مُددت منحة فولبرايت لسنة أخرى، اختارت البقاء في إيطاليا لمدة سبع سنوات أخرى. بعد العرض في روما وميلانو وفي بينالي البندقية، وجدت نفسها منجذبة إلى جبال الهيمالايا.